# Burg Horneburg
Die Horneburg war eine spätmittelalterliche stiftsbremische Wasserburg in der heutigen Gemeinde Horneburg im Landkreis Stade in Niedersachsen.

## Historische Anlage
Die Horneburg wurde als Wasserburg im Sietland der Lühe errichtet. Dort beherrschte sie den Zugang vom Alten Land entlang der Lühe auf die Stader Geest. Die Horneburg lag in der Nähe der Handelswege zwischen Buxtehude und Stade und im Grenzgebiet des Erzbistum Bremens zum Bistum Verden und zum Herzogtum Braunschweig-Lüneburg.
Ihren Namen erhielt die Burg von einer Linse festen Kleiebodens, die aus dem sumpfigen Sietland hervorragte und plattdeutsch früher „de Horne“ genannt wurde.
Die kreisförmig angelegte, etwa 30 mal 40 Meter große Horneburg war von einem Arm der Lühe umflossen. Dieser Lühearm bildete einen acht Meter breiten Burggraben. Diese „innere“ Burg war mit einem Wall und Palisaden befestigt und enthielt einen steinernen Turm. Über eine Zugbrücke war sie von der Vorburg aus zugänglich, in der jede Burgmannsfamilie ein eigenes Haus besaß. Hier befanden sich außerdem Stallungen und Lagerhäuser. Die von einem weiteren Arm der Lühe, der Dovelühe, umflossene Vorburg war ebenfalls befestigt und nur über eine Zugbrücke zugänglich.
Drei Dämme bildeten den Zugang zur Burg, an denen sich im Laufe der Zeit Handwerker und Händler ansiedelten. Aus dieser Ansiedlung entstand die heutige Ortschaft Horneburg.

## Geschichte
Die Horneburg wurde 1255 durch den Erzbischof von Bremen errichtet. Nennungen der Horneburg vor 1255 beruhen auf Verwechslungen mit der Horneburg in Westfalen oder der Harburg (Horburg).
Der Burgbau war eine Reaktion auf die Wiedererrichtung der Harburg 1253 durch das Herzogtum Braunschweig-Lüneburg. Albert von Braunschweig-Lüneburg brach mit der Wiedererrichtung der ehemals stiftsbremischen Harburg eine Abmachung, die sein Vater Otto I. mit dem Erzbistum Bremen 1236 getroffen hatte.
Die Burg wurde auf Besitz des Klosters Harsefeld errichtet. Die Besatzung aus stiftsbremischen Ministerialen, die in der Umgebung der Burg auf der Geest und im Alten Land begütert waren, wurde durch Burglehen an das Kloster gebunden. Burgmannsfamilien waren die von Schulte, die von Bliedersdorf, später von den von Borch beerbt, die von der Osten, später auch die Marschalck von Bachtenbrock, die von Zesterfleth und die von Düring, die die von Borch beerbten.
Nach der Gründung Buxtehudes 1285 verlor die Horneburg an Bedeutung als Bollwerk gegen das Fürstentum Lüneburg, sie gewann aber an Autonomie. Der Burgmannschaft gelang es, die vorher nur als Lehen empfangen Burgsitze in genossenschaftlichen Besitz zu überführen. Es bildete sich eine enge Burggemeinschaft, die durch regelmäßig erneuerte Beistands- und Freundschaftsverpflichtungen noch intensiviert wurde. Die Burggemeinschaft siegelte mit einem Gemeinschaftssiegel in Form eines Wappens, einem aufrechten, nach links gekrümmten Jagdhorn auf mit ungleichen Rauten ziselierten Schild.
Ihre erste Bewährungsprobe bestand die Horneburg im Jahr 1311. Der Bremer Erzbischof Jens Grand belagerte unter Mithilfe seiner Bündnispartner Otto von Lüneburg und dem Bischof von Verden die Horneburg. Hierher hatte sich der mit dem Erzbischof im Streit liegende Heinrich von Borch, der Isern Hinnerk, zurückgezogen, nachdem er aus seiner Burg im Dannsee vertrieben wurde. Nach der Eroberung der Horneburg und der Gefangennahme Heinrich von Borchs mussten die Burgmannen als Strafe für ihre Unterstützung Heinrichs von Borchs die Horneburg verlassen, konnten aber nach kurzer Zeit auf diese zurückkehren.
Die Horneburger Burgmannen begannen nun eine immer eigenständigere Politik zu führen. Sie lagen immer wieder in Fehde; Klagen über Raubzüge häuften sich. 1361 musste Erzbischof Albert II. der Stadt Stade Hilfe gegen die raubenden Horneburger zusagen. Die Lüneburger Herzöge Albrecht und Wenzel konnten 1380 einen Sühnevertrag mit den Horneburgern erwirken. Diese Verträge erwiesen sich aber als wirkungslos, schon 1385 führte die Horneburger Burgmannschaft im Zuge der Mandelsloher Fehde während des Lüneburger Erbfolgekrieges Raubzüge in das Bistum Verden durch.
1425 führte der Erzbischof Nikolaus einen Angriff auf den Herzog von Braunschweig-Lüneburg, der in Verden sein Hauptquartier aufgeschlagen hatte, aus. Er versuchte damit, das Bistum Verden im Handstreich zu nehmen, der Angriff konnte aber abgewehrt werden. Der Gegenschlag wurde gegen die Horneburg geführt, wo es im Juli 1426 zu einer längeren Belagerung durch die Herzöge von Braunschweig-Lüneburg kam. Am Annentag wurde die Belagerung, nach Zuzug von Entsatztruppen aus Stade, Buxtehude und dem Alten Land, erfolglos abgebrochen, wofür noch bis zum Ersten Weltkrieg Dankgebete gesprochen wurden. Die Belagerung löste die Horneburger Fehde aus, bei der die Horneburger Burgmannen, auf Rache sinnend, in das Bistum Verden und das Herzogtum Braunschweig-Lüneburg einfielen, worauf eine ganze Serie von gegenseitigen Raubzügen folgte. Erst 1432 fand die Fehde ein vorläufiges Ende. Es wurden Verhandlungen aufgenommen, während derer Schadenslisten ausgetauscht wurden. Es blieb aber weiterhin unruhig. Erst unter der Vermittlung der Städte Lübeck, Hamburg, Bremen, Stade und Buxtehude schworen die Horneburger am 7. April 1443 Urfehde. Da diese Verträge aber später wieder erneuert werden mussten, lässt schließen, dass die Horneburg auch dann noch eine Bedrohung der Handelswege blieb.
Den Städten Bremen, Stade und Buxtehude gelang es 1446 für eine beträchtliche Summe einen der Burgmannssitze zu erpfänden. Sie konnten sich so als Teil der Burggemeinschaft gegenseitig Sicherheit gewährleisten.
Um 1510 gaben die Burgmannsfamilien nach und nach ihre Häuser in der Vorburg auf und zogen auf neu errichtete Herrenhäuser in der Umgebung, wie zum Beispiel die Esteburg. Die Horneburg wurde nicht mehr besetzt.
Während des Dreißigjährigen Krieges nahm Tilly am 11. Oktober 1627 Horneburg ein. Gustav Adolf gelang es im Gegenzug Horneburg 1632 wieder zurückerobern. Bei beiden Gelegenheiten wurden große Teile Horneburgs niedergebrannt, bei der Rückeroberung Horneburgs blieb nur das Burgmannshaus der Schulte vom Feuer verschont. 1645 besetzten die Schweden Horneburg. Durch neues Kriegsgerät obsolet geworden, spielte die Horneburg zu dieser Zeit als Befestigung wohl keine Rolle mehr. Hans Christoph von Königsmarck ließ die Horneburg deshalb nach der Eroberung schleifen.

## Gutsanlage Marschdamm

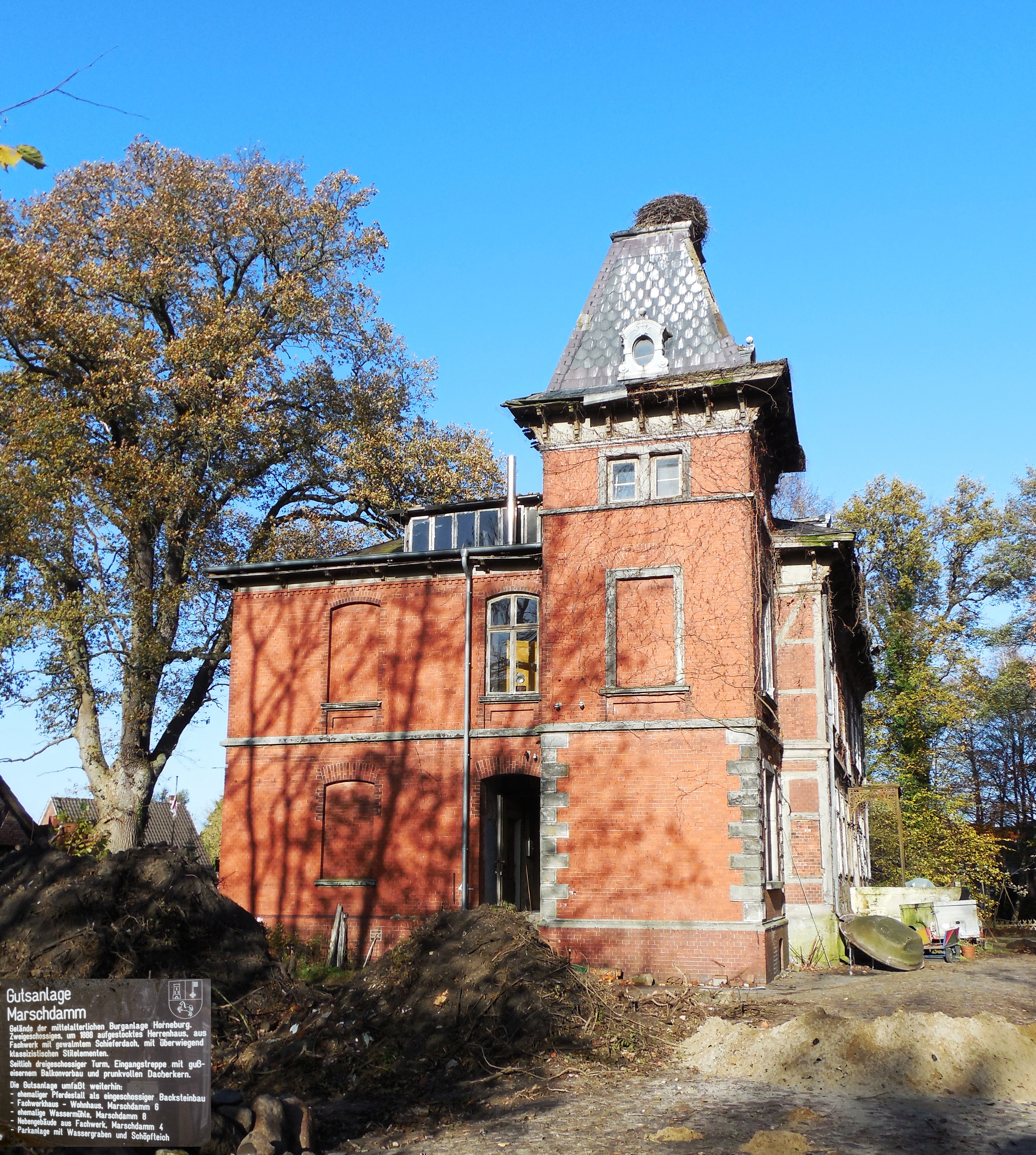
Gutshaus Horneburg

Die Burg Horneburg ist nicht mehr erhalten. Aus dem Burglehen und den zur Burg gehörigen Ländereien wurden fünf Rittergüter aufgeteilt. Diese befinden sich heute zu einem großen Teil im Besitz der Familie der Freiherren von Düring, ein weiterer Teil ist im Besitz der Gemeinde Horneburg, der Rest ist in privater Hand. 
Westlich des alten Burggeländes entstand 1840 das Gutshaus Horneburg (Gut Horneburg I), aufgestockt 1886. Die Anlage mit Burggraben, Burgstelle (heute Gutspark), den Wassersystemen (Abzugsgraben, ehemaliger Mühlenteich und Schöpfwerk) und umliegenden Gebäuden (Nebengebäude, Pferdestall mit Pferdetränke) sind dagegen überkommen.